# Arabidopsis neglecta
Arabidopsis neglecta är en korsblommig växtart som först beskrevs av Schult., och fick sitt nu gällande namn av O'kane och Al-shehbaz. Arabidopsis neglecta ingår i släktet backtravar, och familjen korsblommiga växter. Inga underarter finns listade i Catalogue of Life.

## Bildgalleri

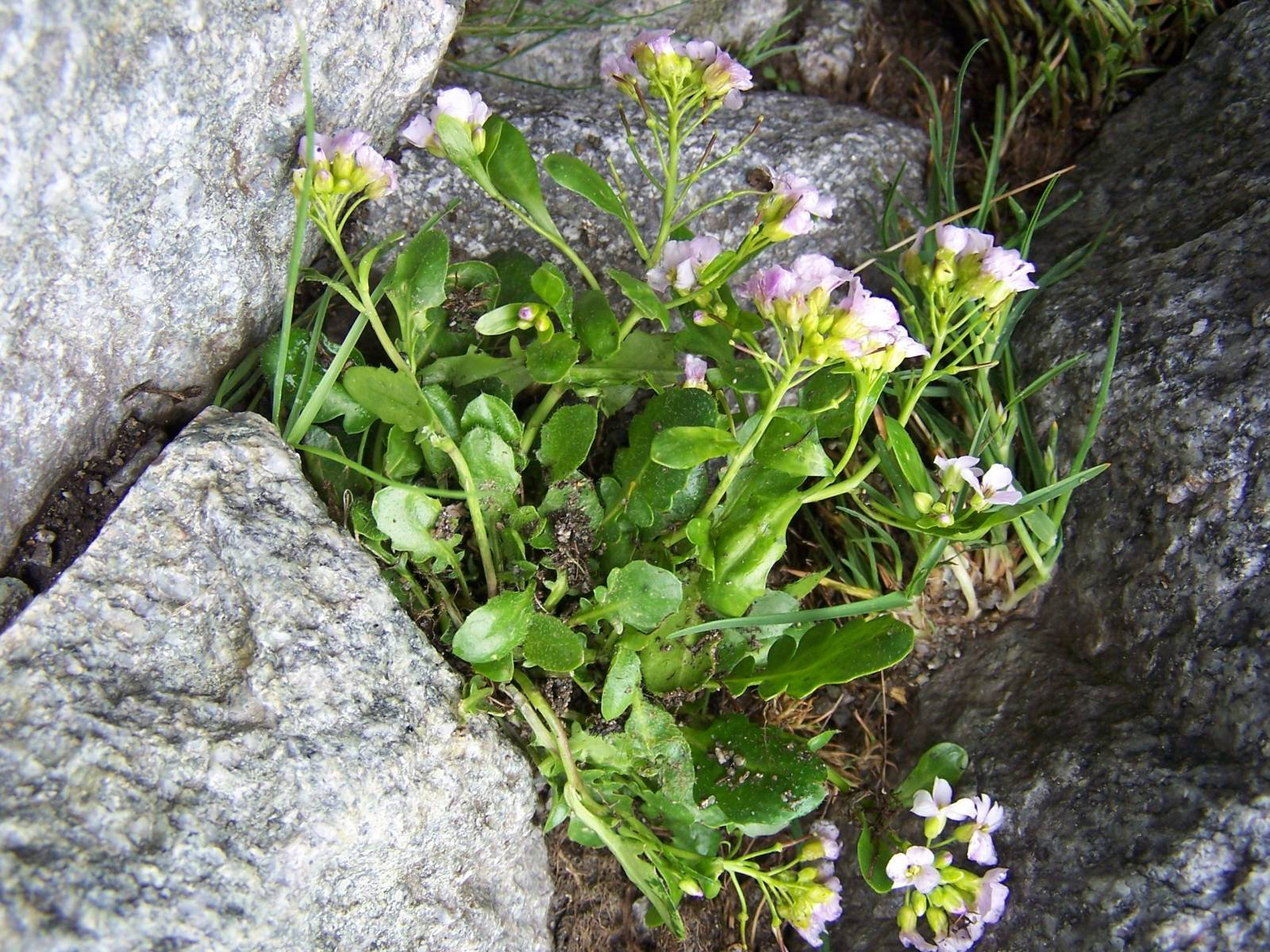